# A2 (sittvagn)
A2 är en svensk förstaklassvagn (sittvagn) av 1960-talstyp som levererades till dåvarande Statens Järnvägar. Vagnen är uppdelad i en salong och två kupéer. SJ tog sina sista A2 ur reguljär trafik 2005 men sju stycken kom att gå i trafik hos Skandinaviska Jernbanor och Tågåkeriet i Bergslagen (TÅGAB).

## Historia

### I trafik för Statens Järnvägar och SJ AB
A2 kom efter leveransen och många år framåt att vara den vanligaste förstaklassvagnen i Sverige, detta förhållande ändrades först flera år efter att A7:orna som var av 1980-talstyp var levererade. Vissa av vagnarna renoverades och ändrades, främst under 1980-talet.
Efter att 1980-talsvagnarna levererats främst i City Express under 1980- och 1990-talen, City Express var från början ett rent förstaklasståg och A2:orna användes där eftersom de av SJ ansågs vara mer bekväma än de nylevererade vagnarna typ A7. Denna trafik upphörde dock efter att X2000 gjort sitt intåg.
Efter uppdelningen av Statens Järnvägar 2001 hamnade samtliga A2 hos det SJ AB, f.d. SJ Resor, som snart började avveckla vagnstypen och år 2005 plockades de sista ur reguljär trafik.

### I trafik hos privata bolag
Efter att SJ plockat vagnarna ur trafik så slopades och skrotades de i olika omgångar med undantag av ett antal vagnar som dels hamnade hos olika museiföreningar samt hos Sveriges järnvägsmuseum i Gävle. Vidare såldes ett antal vagnar till Inlandsbanan AB (IBAB) för trafik i deras chartertåg "Grand Nordic".
IBAB fick dock efter ett antal år ingen användning för vagnarna som då fr.o.m. mars 2008 kom att uthyras för trafik i den s.k. Unionsexpressen Stockholm-Oslo. Operatören Ofotsbanan A/S kom dock redan i oktober 2008 att få sitt trafiktillstånd indraget varför trafiken upphörde. Härefter såldes vagnarna till Skandinaviska Jernbanor som använde dem i sitt tåg Blå tåget. Vidare har ytterligare en vagn återkommit i trafik efter att Tågåkeriet i Bergslagen (TÅGAB) från Sveriges järnvägsmuseum övertagit en A2 att användas i deras persontrafik.

## Varianter
När A2 levererades så gjordes det i blott en variant, med åren kom dock flera att ombyggas till olika varianter: A2K, A12K, A22 och A23. K anger att dessa är försedda med öglor för de tidigare tågfärjorna som innan Öresundsförbindelsen var byggd trafikerade mellan Sverige och Danmark. Även elsystemet i dessa vagnar är anpassat för trafik i Danmark. Idag går även dessa vagnar inrikes inom Sverige då modernare fordon ersatt för trafiken till och från Danmark över Öresundsförbindelsen. Alla varianter har handikappanpassad och barnvagnsplats.
| Littera | Beskrivning                                             | Antal | Status  |
| ------- | ------------------------------------------------------- | ----- | ------- |
| A2K     | Anpassad för trafik till Danmark, uppfräschad inredning | 7st   | Slopade |
| A12K    | Anpassad för trafik till Danmark, ursprunglig inredning | 3st   | Slopade |
| A22     | Garderob ersatt av skidställ                            | 11st  | Slopade |
| A23     | Till trafik för Color Lines Göteborg-Strömstad          | 4st   | Slopade |